# 미뤄강

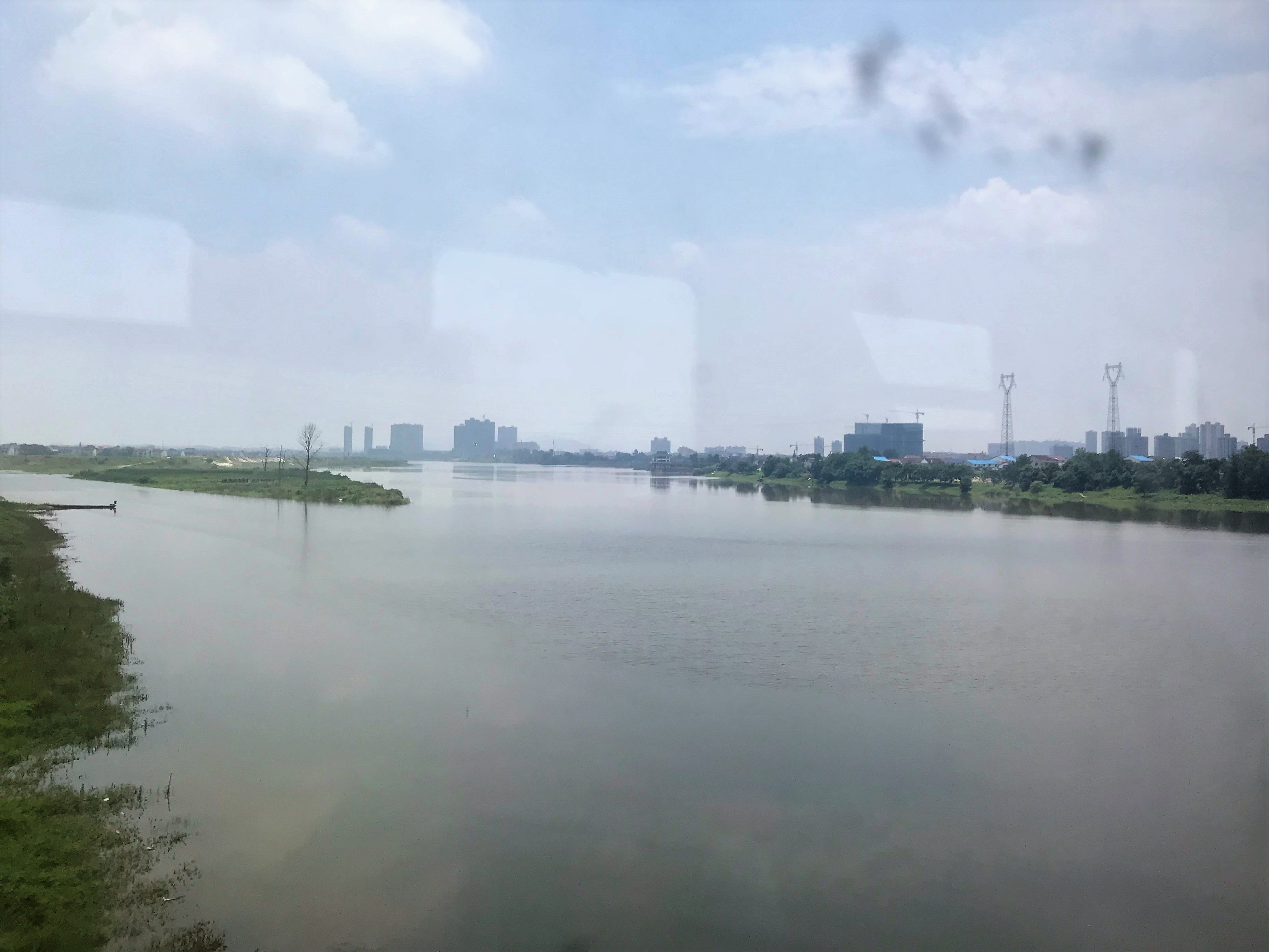
미뤄시 전경.

미뤄강(중국어 간체자: 汨罗江, 정체자: 汨羅江, 병음: Mìluójiāng)은 둥팅호 동안의 하천이다. 후난성 북부의 상강 수계의 가장 큰 지류이다. 둥팅호 유역에서 중요한 강이며, 기원전 278년 초나라의 대부 굴원이 투신 자살했다고 전해지는 멱라수(汨羅水)로도 유명하다.
발원지는 장시성 슈수이현의 무푸산맥이다. 길이는 약 400km다. 미강과 뤄강이 합쳐져서 만들어진 강으로, 둘 중 미강이 본류다. 두 강은 미뤄시 대구만(大丘灣)에서 합류한다.

## 같이 보기
- 굴원